# 遠淵村
遠淵村（日语：／ Tōbuchi mura */?）是日本統治下的樺太廳的已不存在的一村。名稱來自於阿伊努語的「to-put」（湖口）。
1. ↑  南樺太:概要・地名解・史実 p.233